# Щербанівка
Щербані́вка — село в Україні, в Обухівському районі Київської області. Входить до складу Української міської громади. Населення становить 227 осіб.

## Історія
Засноване село трипільською родиною Щербаків, з якої вийшов митрополит Київський і Московський Тимофій Щербацький: від прізвища Щербаків і пішла назва Щербанівка. Перші писемні згадки про неї як про хутір припадають на початок XIX століття.
У 1923 році було створено сільськогосподарську артіль. 1930 року проведено колективізацію. В селі було створено колгосп «Більшовик», при цьому розкуркулено 8 сімей. Під час Голодомору в Щербанівці було 163 двори, проживало 814 мешканців. Померло з голоду близько 300 осіб. Опитуванням встановленні імена 83 осіб. На цей час відомо одне поховання жертв на сільському цвинтарі. Там у 2000 році встановлено хрест.
У селі встановлено пам'ятний знак козакам та старшинам Щербанівської сотні Дніпровської повстанської дивізії отамана Зеленого.

## Населення

### Мова
Розподіл населення за рідною мовою за даними перепису 2001 року:
| Мова       | Кількість | Відсоток |
| ---------- | --------- | -------- |
| українська | 226       | 93.00%   |
| російська  | 15        | 6.18%    |
| білоруська | 1         | 0.41%    |
| грецька    | 1         | 0.41%    |
| Усього     | 243       | 100%     |

## Відомі люди
- У селі народилися:
- Горловий Михайло Петрович (1952) — скульптор, поет.
- Косинка Григорій Михайлович (нар. 29 листопада 1899 — пом. 15 грудня 1934) — український письменник Розстріляного відродження. В центрі села йому споруджено пам'ятник.